# Makoto Aida
Makoto Aida (会田 誠, Aida Makoto) est un artiste contemporain japonais. Il est né à Niigata en 1965

## Biographie
Diplômé de l'université des Beaux-arts de Tōkyō en 1989, section peinture et diplôme approfondi en 1991, il commence très vite une carrière très variée, provocante. Il expose à Tōkyō, New York en 2000 puis Madrid en 2002. Il exorcise successivement différents types de stress.
Il réalise différentes séries, comme les Retours de guerre, des performances et des vidéos.

## Mi-Mi Chan
Dans la série des Mi-Mi Chan, il imagine et représente le fantasme suivant : en l'an 3000, les manipulations génétiques ont permis de créer un animal comestible, succulent et facile à produire. Il mesure vingt centimètres de long et se présente sous la forme d'une femme charmante et miniature.[réf. nécessaire]